# 이은 (1722년)
이은(李溵, 1722년 ~ 1781년)은 조선의 문신이다. 자는 치호(稚浩), 호는 첨재(瞻齋)이다. 노론으로서 영조와 정조 때 우의정과 좌의정을 지냈다.

## 생애
1740년(영조 16)에 진사시에 합격하고, 1759년 정시문과에 을과로 급제했다. 이후 수찬이 되고 승지로 초배되어 이후 이조참의, 승지, 한성부우윤, 호조참판, 대사간, 대사성, 예조참판 등의 관직을 지낸다. 이후 동지경연사로 있다가 연이어 병조참판, 대사헌으로 다시 동지경연사를 겸한 뒤 대사헌, 이조참판, 대사성을 거쳐 강화유수로 외직에 나갔다가 이후 삭녕군수로 갔다가 대사헌, 형조참판을 거쳐 대사헌, 형조판서, 예조판서를 거쳐 다시 대사헌을 한 뒤 이조판서가 되고 좌참찬을 거쳐 한성부판윤, 이조판서를 거쳐 1772년 우의정이 되고 곧 좌의정이 된다. 그러나 판중추부사로 물러났다가 다시 우의정에 이어 좌의정이 되지만, 영조 때 상소를 올렸다가 임금의 진노로 유배당했지만 이후 판중추부사를 거쳐 영중추부사가 되고 정조 때 다시 좌의정이 되었다가 영돈녕부사로 물러나고 곧 사망한다. 시호는 충목(忠穆)이다.

## 가족
- 할아버지 : 이집(李㙫)
  - 아버지 : 병조판서 이주진(李周鎭)
  - 어머니 : 민진원(閔鎭遠)의 딸